# FFH-Gebiet Quell- und Niedermoore der Arlauniederung
Das FFH-Gebiet Quell- und Niedermoore der Arlauniederung ist ein NATURA 2000-Schutzgebiet in Schleswig-Holstein im Kreis Nordfriesland. Es besteht aus zwei räumlich getrennten Teilgebieten, einem Nordteil in der Gemeinde Ahrenshöft und einem Südteil in den Gemeinden Arlewatt im Westen und Olderup im Osten. Das FFH-Gebiet liegt in der Landschaft Bredstedt-Husumer Geest.

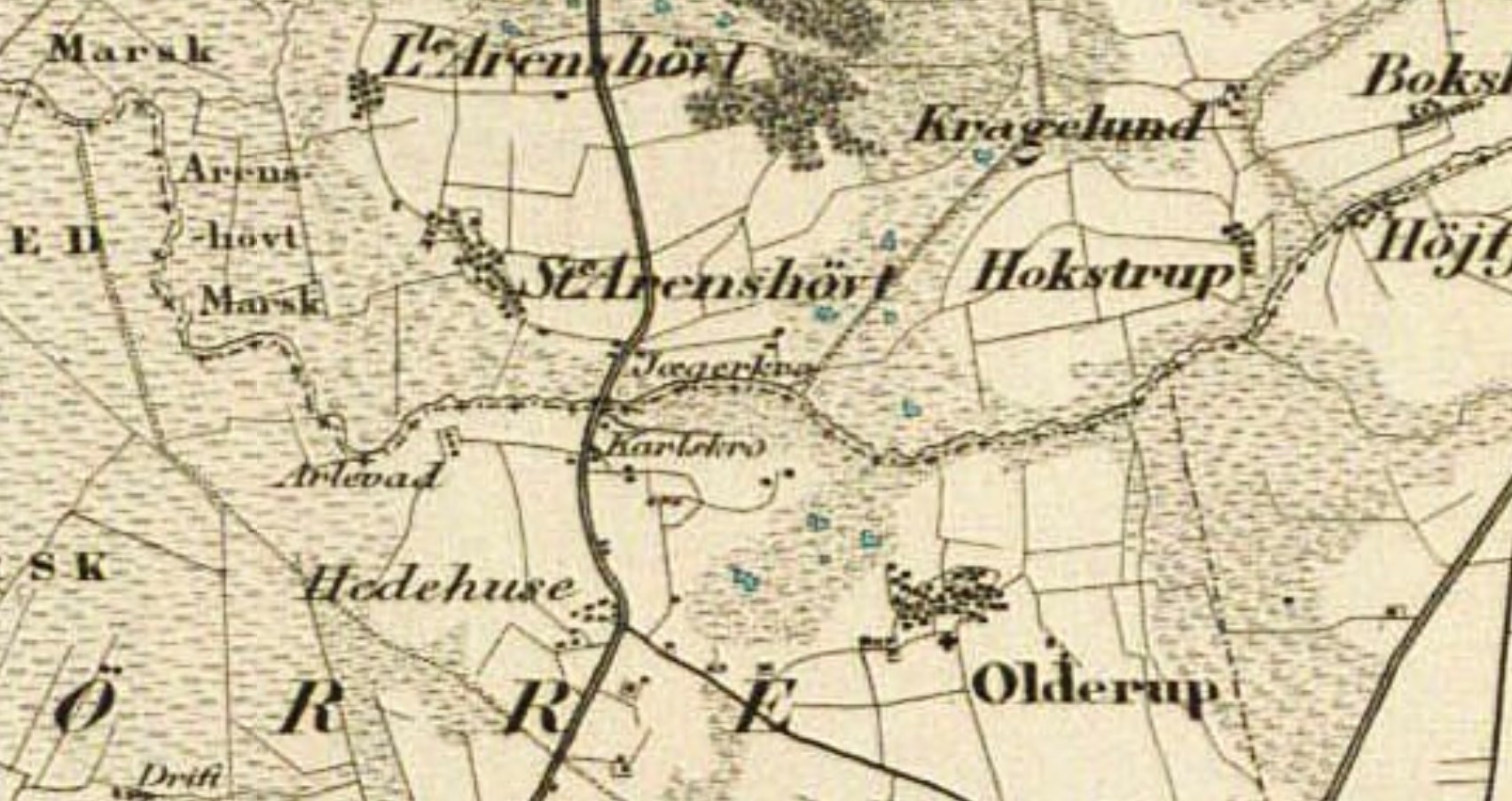
Bild 1: Arlauniederung um 1850

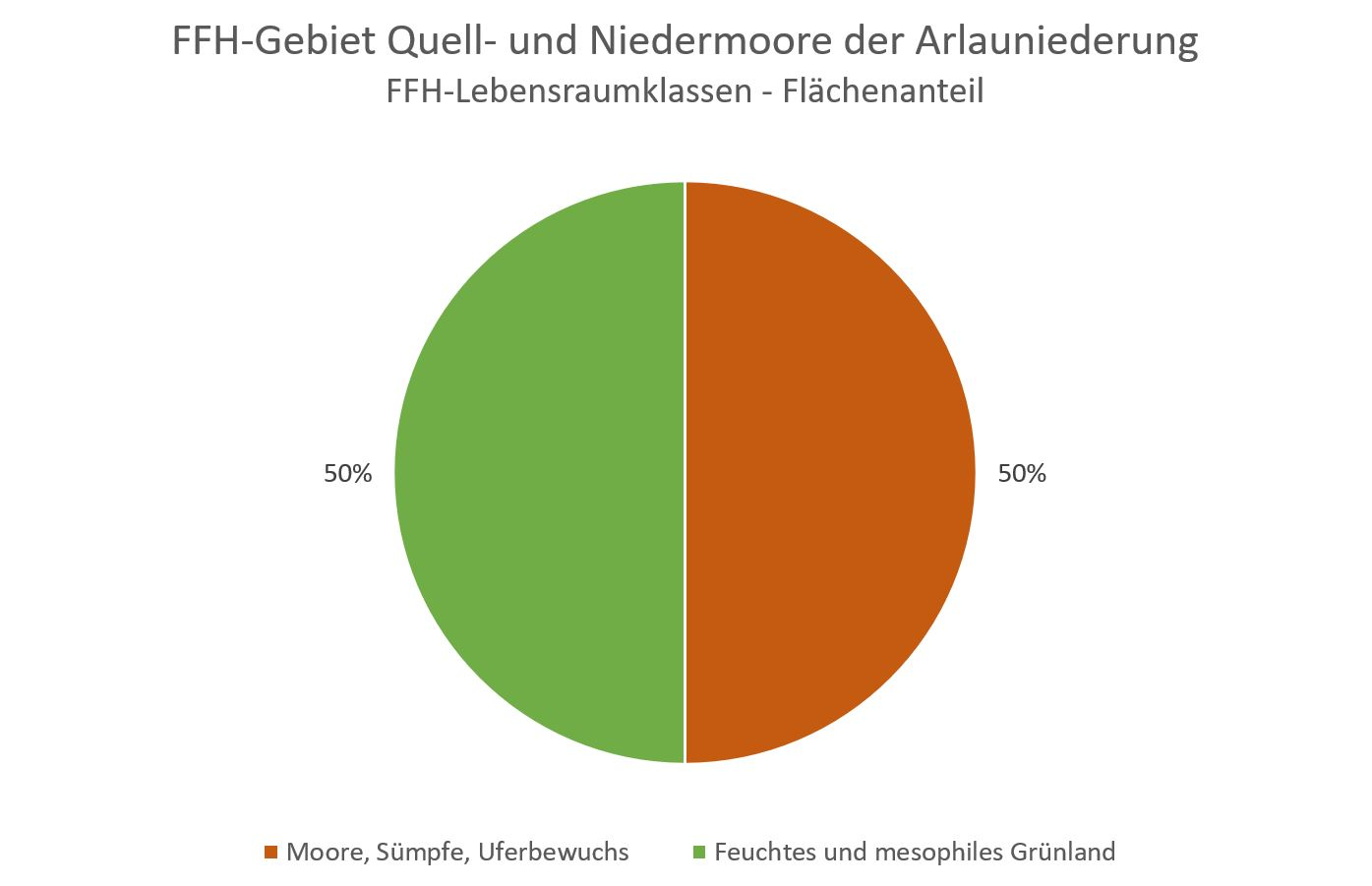
Diagramm 1: FFH-Lebensraumklassen

Es hat eine Fläche von 56 ha, wovon der Nordteil 26 ha und der Südteil 30 ha groß ist. Die größte Ausdehnung liegt in Nordostrichtung und beträgt 1,64 km. Der geringste Abstand der beiden Teilgebiete beträgt 190 m. Die höchste Erhebung mit 6 m über NN liegt an der Nordspitze des nördlichen Teilgebietes, der niedrigste Bereich mit 2 m über NN am Nordrand des südlichen Teilgebietes am Ufer der Arlau. Zwischen den beiden Teilgebieten fließt von Ost nach West die kanalisierte Arlau und verläuft die Kreisstraße K66 zwischen Ahrenshöft im Westen und Hoxtrup im Osten. Das Gebiet wurde schon im neunzehnten Jahrhundert durch Entwässerungsgräben, wie sie heute noch existieren, geprägt. Auf der Karte der preußischen Landesaufnahme von 1878 mäandriert die Arlau noch unbegradigt durch die Talaue. Das nördliche Teilgebiet ist von ehemaligen Torfstichen durchsetzt, die heute nicht mehr existieren. Die dänische Generalstabskarte von 1857 zeigt eine Vielzahl von Stillgewässern, die sich in ehemaligen Torfstichen in den Niederungsbereichen zwischen den Geestrücken gebildet haben, siehe Bild 1.
Das FFH-Gebiet besteht zur einen Hälfte aus der Lebensraumklasse Moore und Sümpfe und zur anderen Hälfte aus feuchtem mesophilem Grünland, siehe Diagramm 1. Der Nordteil grenzt unmittelbar an die bis zu 37,9 m über NN hohe ehemalige Kreis-Mülldeponie. Diese ist mittlerweile versiegelt und begrünt und wird gelegentlich von Schafen beweidet.

## FFH-Gebietsgeschichte und Naturschutzumgebung

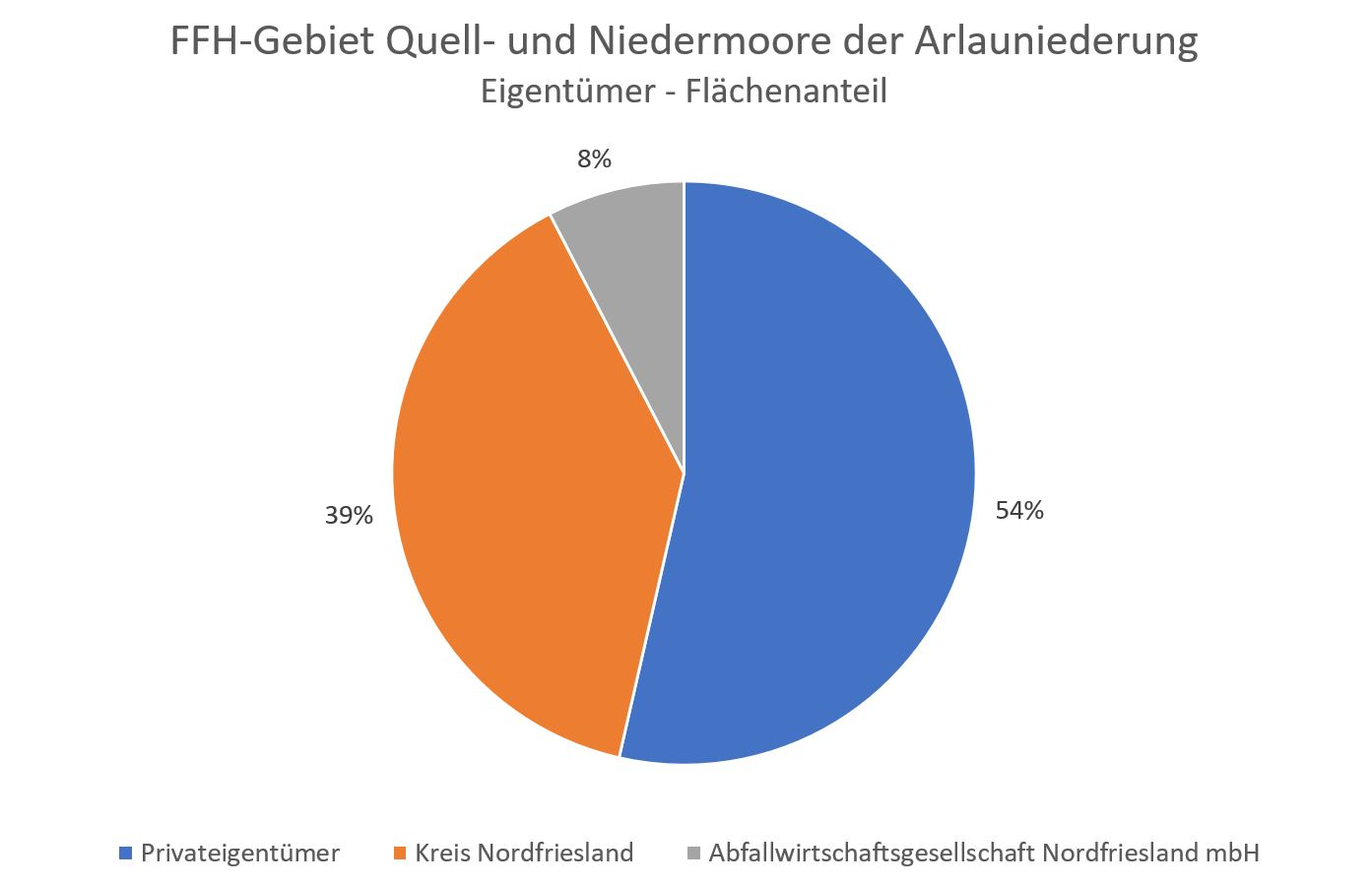
Diagramm 2: Eigentümer

Der NATURA 2000-Standard-Datenbogen (SDB) für dieses FFH-Gebiet wurde im September 2004 vom Landesamt für Landwirtschaft, Umwelt und ländliche Räume (LLUR) des Landes Schleswig-Holstein erstellt, im September 2004 als Gebiet von gemeinschaftlicher Bedeutung (GGB) vorgeschlagen, im November 2007 von der EU als GGB bestätigt und im Januar 2010 national nach § 32 Absatz 2 bis 4 BNatSchG in Verbindung mit § 23 LNatSchG als besonderes Erhaltungsgebiet (BEG) bestätigt. Der SDB wurde zuletzt im Mai 2019 aktualisiert. Für jedes der beiden Teilgebiete wurde ein gesonderter Managementplan aufgestellt. Der Managementplan für den Nordteil (Teilgebiet Ahrenshöft) wurde im November 2016 und für den Südteil (Teilgebiet südlich der Arlau) im Oktober 2012 veröffentlicht. Mehr als die Hälfte des FFH-Gebietes ist im Privateigentum, der Rest verteilt sich auf zwei kommunale Eigentümer, siehe Diagramm 2. Das Teilgebiet südlich der Arlau befindet sich vollständig im am 26. März 2018 gegründetem „Landschaftsschutzgebiet Geest- und Marschlandschaft der Arlau“.

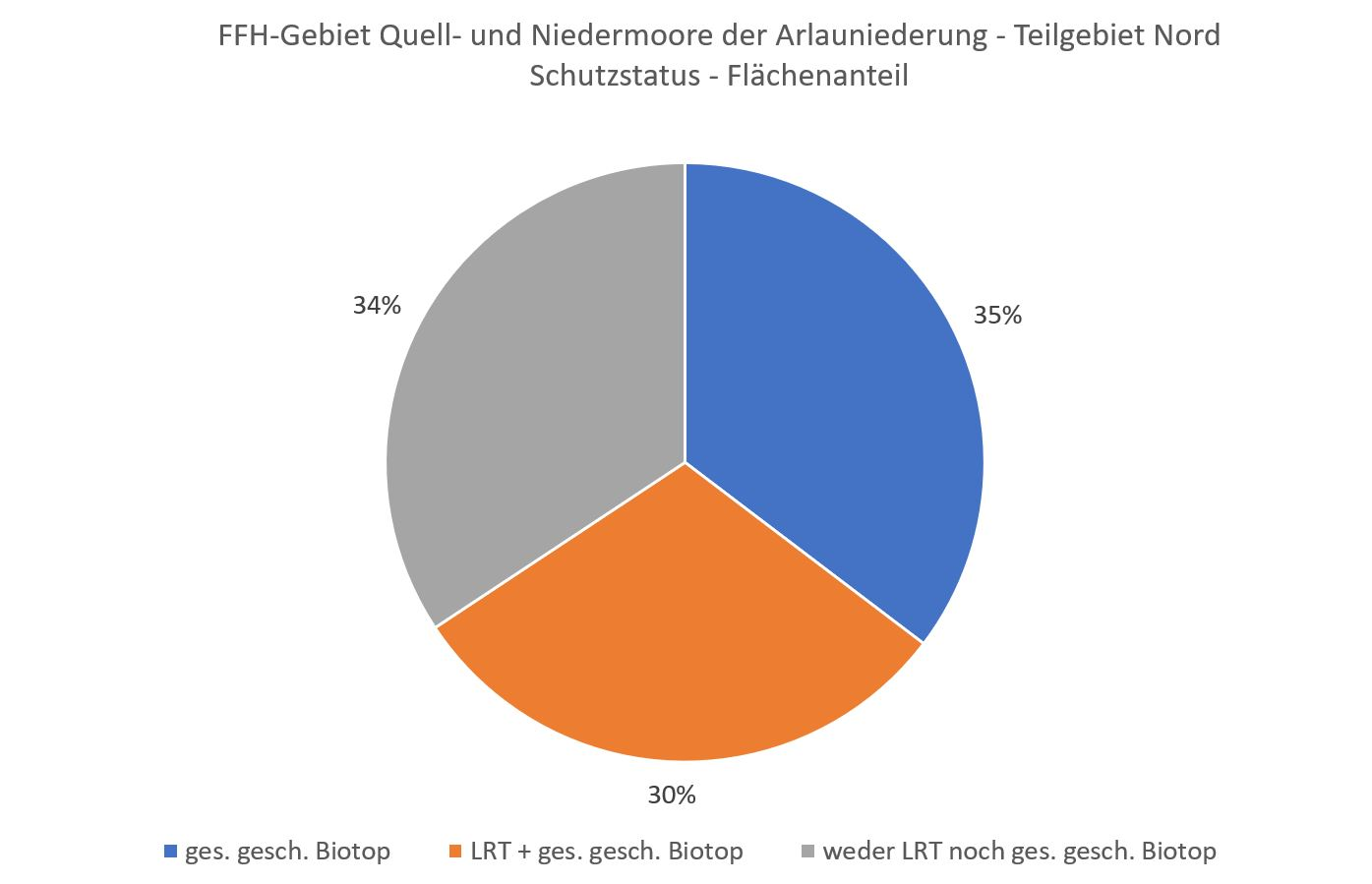
Diagramm 3: Schutzstatus Teilgebiet Nord

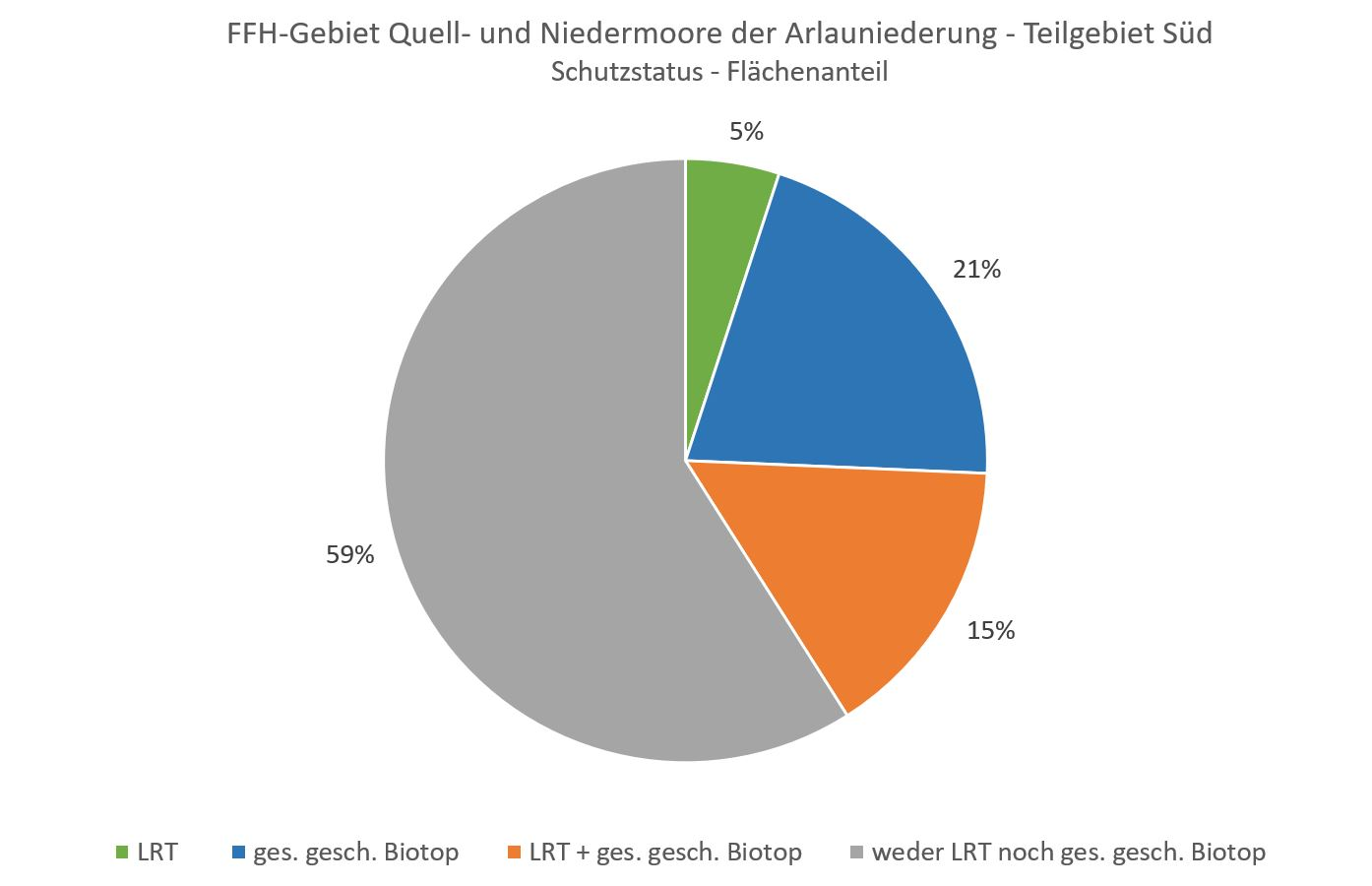
Diagramm 4: Schutzstatus Teilgebiet Süd

Eine Nutzung des FFH-Gebietes durch Besucher findet praktisch nicht statt. Es gibt keinerlei Beschilderungen mit Hinweisen auf das FFH-Gebiet. Es führen keine Wege ins FFH-Gebiet. Im Teilgebiet Nord kann man an der Straße Moorweg am Nordrand nach Süden in das FFH-Gebiet schauen, im Teilgebiet Süd ist dies am Südrand mit Blick nach Norden der Fall. Dort führt ein nur für Anlieger nutzbarer Wirtschaftsweg am FFH-Gebiet entlang. Ein Gebietsbetreuer gem. § 20 LNatSchG durch das LLUR wurde bisher nicht ernannt. Im Januar 2019 hat sich der Verein Runder Tisch Naturschutz Nordfriesland e.V. als Zusammenschluss aller am Naturschutz im Kreis Nordfriesland beteiligten Interessenvertreter gegründet. Dieser hat sich auch zum Ziel gesetzt, die Belange des FFH-Gebietes Quell- und Niedermoore der Arlauniederung zu thematisieren.

### Teilgebiet Ahrenshöft (Teilgebiet Nord)
Der Geltungsbereich des Managementplans für das nördliche Teilgebiet wurde um 176 % nach Osten und Westen erweitert. Es handelt sich bezüglich des Entwässerungssystems um ähnlich gelagerte Flächen. Das Teilgebiet Nord befindet sich vollständig im kommunalen Besitz. Neben dem Schutzstatus als FFH-Gebiet ist gut ein Drittel der Fläche als gesetzlich geschützte Biotope ausgewiesen. Zudem sind alle ausgewiesene LRT-Flächen gleichzeitig auch gesetzlich geschützte Biotope, siehe Diagramm 3.

### Teilgebiet südlich der Arlau (Teilgebiet Süd)
Das Teilgebiet Süd wird an den Außenflanken von intensiv genutztem Grünland geprägt, das die zentral gelegenen FFH-Lebensräume umschließt. Das Teilgebiet befindet sich vollständig im Besitz von 11 Privateigentümern. Neben dem Schutzstatus als FFH-Gebiet sind gut ein Fünftel der Flächen mit gesetzlich geschützten Biotopen ausgewiesen. Zudem sind bis auf den zentral gelegenen 1,5 ha großen Flatterbinsensumpf alle ausgewiesene LRT-Flächen gleichzeitig gesetzlich geschützte Biotope, siehe Diagramm 4.

## FFH-Erhaltungsgegenstand

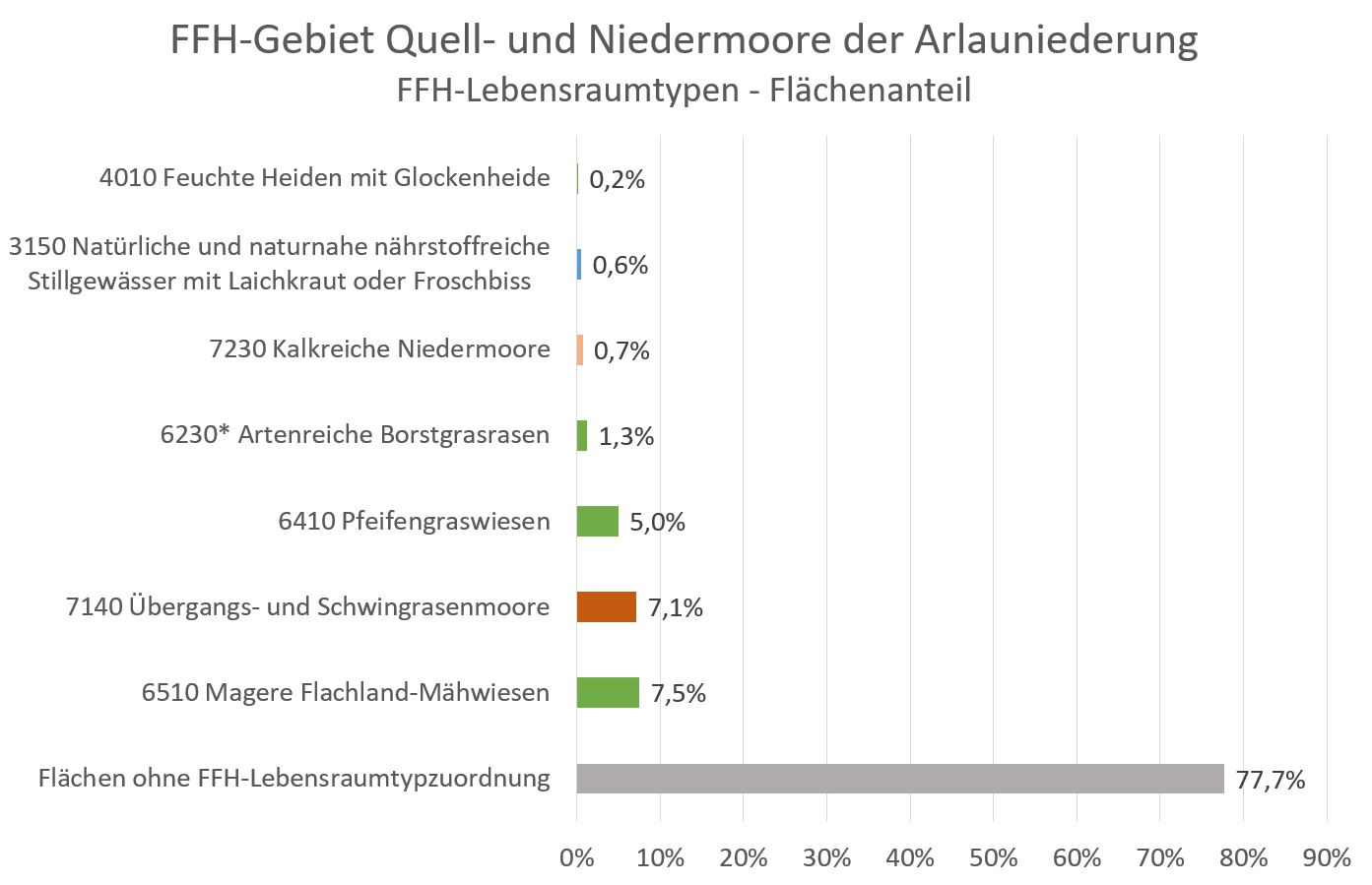
Diagramm 5: FFH-Lebensraumklassen

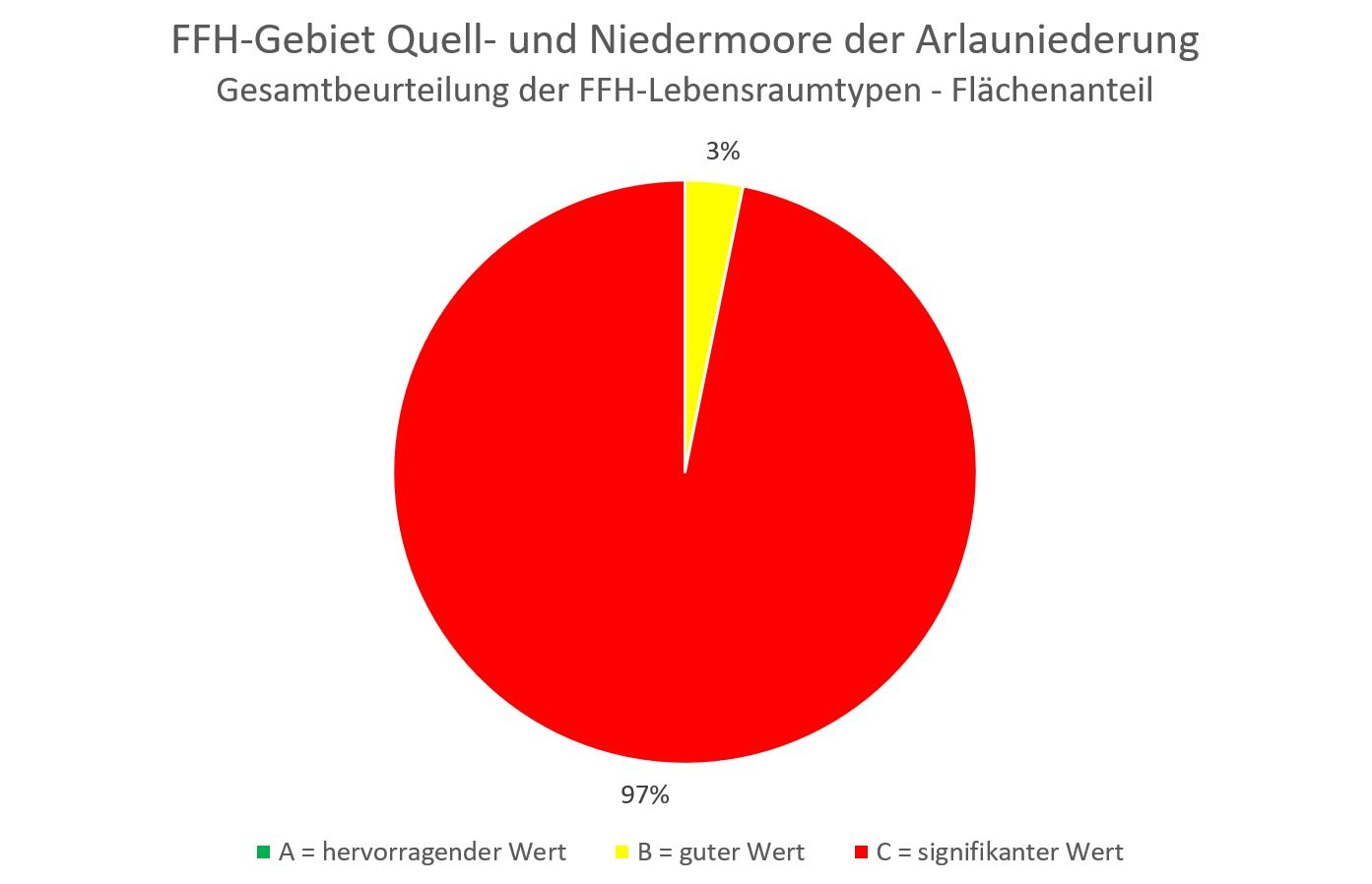
Diagramm 6: Gesamtbeurteilung der FFH-Lebensraumtypen

Laut Standard-Datenbogen vom Mai 2019 sind folgende FFH-Lebensraumtypen (LRT) und Arten für das Gesamtgebiet als FFH-Erhaltungsgegenstände mit den entsprechenden Beurteilungen zum Erhaltungszustand der Umweltbehörde der Europäischen Union gemeldet worden (Gebräuchliche Kurzbezeichnung (BfN)):
FFH-Lebensraumtypen nach Anhang I der EU-Richtlinie:
- 3150 Natürliche und naturnahe nährstoffreiche Stillgewässer mit Laichkraut oder Froschbiss-Gesellschaften (Gesamtbeurteilung C)[18]
- 4010 Feuchte Heiden mit Glockenheide (Gesamtbeurteilung C)[19]
- 6230* Artenreiche Borstgrasrasen (Gesamtbeurteilung C)[20]
- 6410 Pfeifengraswiesen (Gesamtbeurteilung C)[21]
- 6510 Magere Flachland-Mähwiesen (Gesamtbeurteilung C)[22]
- 7140 Übergangs- und Schwingrasenmoore (Gesamtbeurteilung C)[23]
- 7230 Kalkreiche Niedermoore (Gesamtbeurteilung B)[24]

Nur knapp ein Viertel der FFH-Gebietsfläche ist mit FFH-Lebensraumtypen ausgewiesen worden, siehe Diagramm 5. Davon hat nur 3 % in der Gesamtbeurteilung eine gute Bewertung, der Rest keine gute Bewertung erhalten, siehe Diagramm 6. Eine gute Gesamtbewertung hat nur der Lebensraumtyp 7230 Kalkreiche Niedermoore erhalten, der im aktuellen SDB vom Mai 2019 aufgeführt, aber in den LRT-Karten der Managementpläne nicht verzeichnet ist. Laut Managementplan Teilgebiet Nord kommt dieser mosaikartig mit dem LRT 7140 Übergangs- und Schwingrasenmoore vor. In der LRT-Karte des Folgemonitorings von 2012 ist der LRT 7230 vermerkt.

### Teilgebiet Ahrenshöft (Teilgebiet Nord)

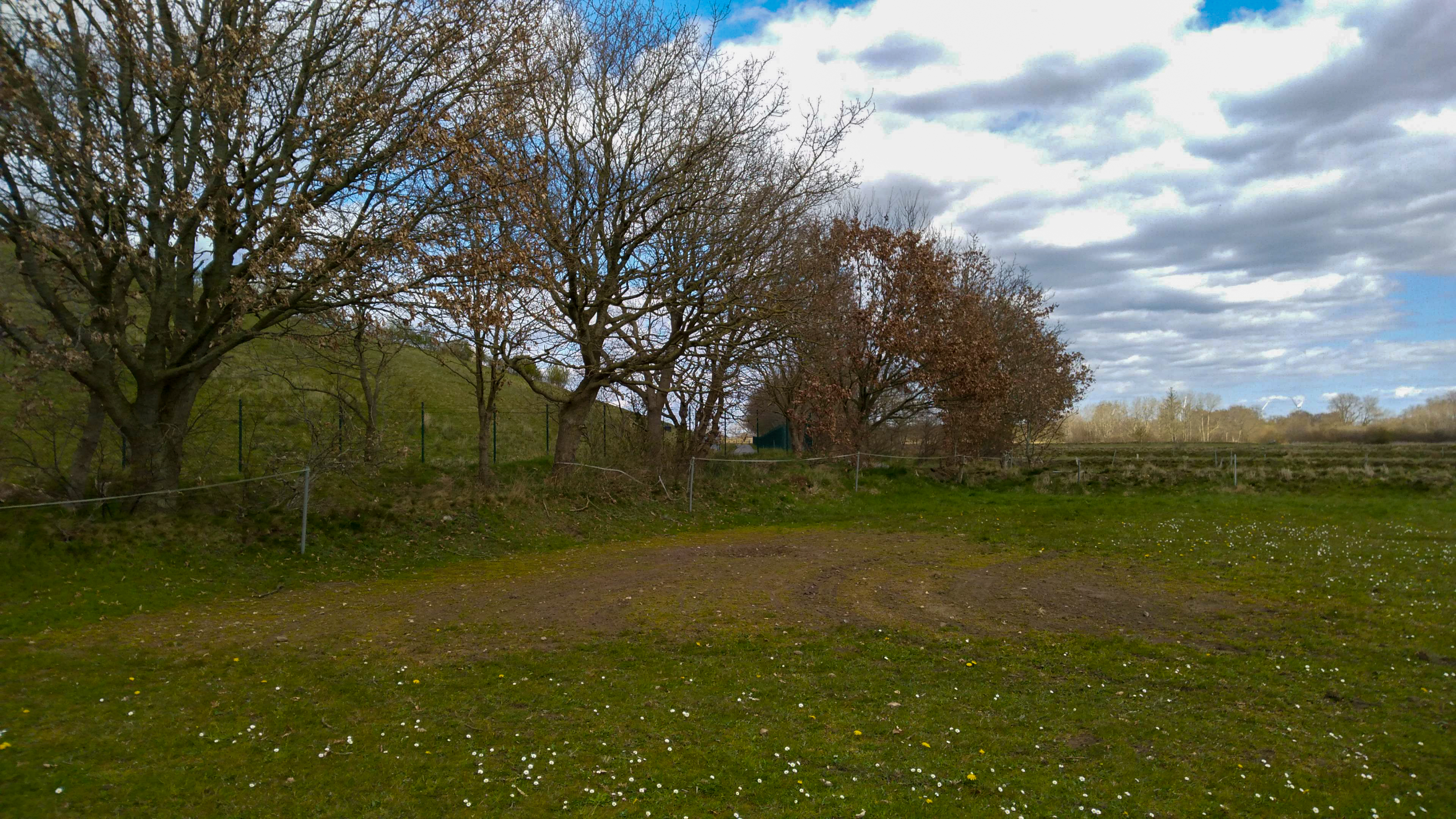
Bild 2: Nordrand an ehem. Kreismülldeponie

In diesem Teilgebiet befinden sich drei der sieben Lebensraumtypen des Gesamtgebietes:
- 6230* Artenreiche Borstgrasrasen
- 7140 Übergangs- und Schwingrasenmoore
- 7230 Kalkreiche Niedermoore

Am Westrand des Teilgebietes Ahrenshöft befindet sich in einer 2 m über NN hohen Senke ein Übergangs- und Schwingrasenmoor des LRT 7140 mit kleinen Inseln des LRT 7230 Kalkreiche Niedermoore. Am Nordrand dieser Fläche findet man eine 0,1 ha große Fläche, die mit dem prioritären LRT 6230* Artenreiche Borstgrasrasen bedeckt ist.

### Teilgebiet südlich der Arlau (Teilgebiet Süd)

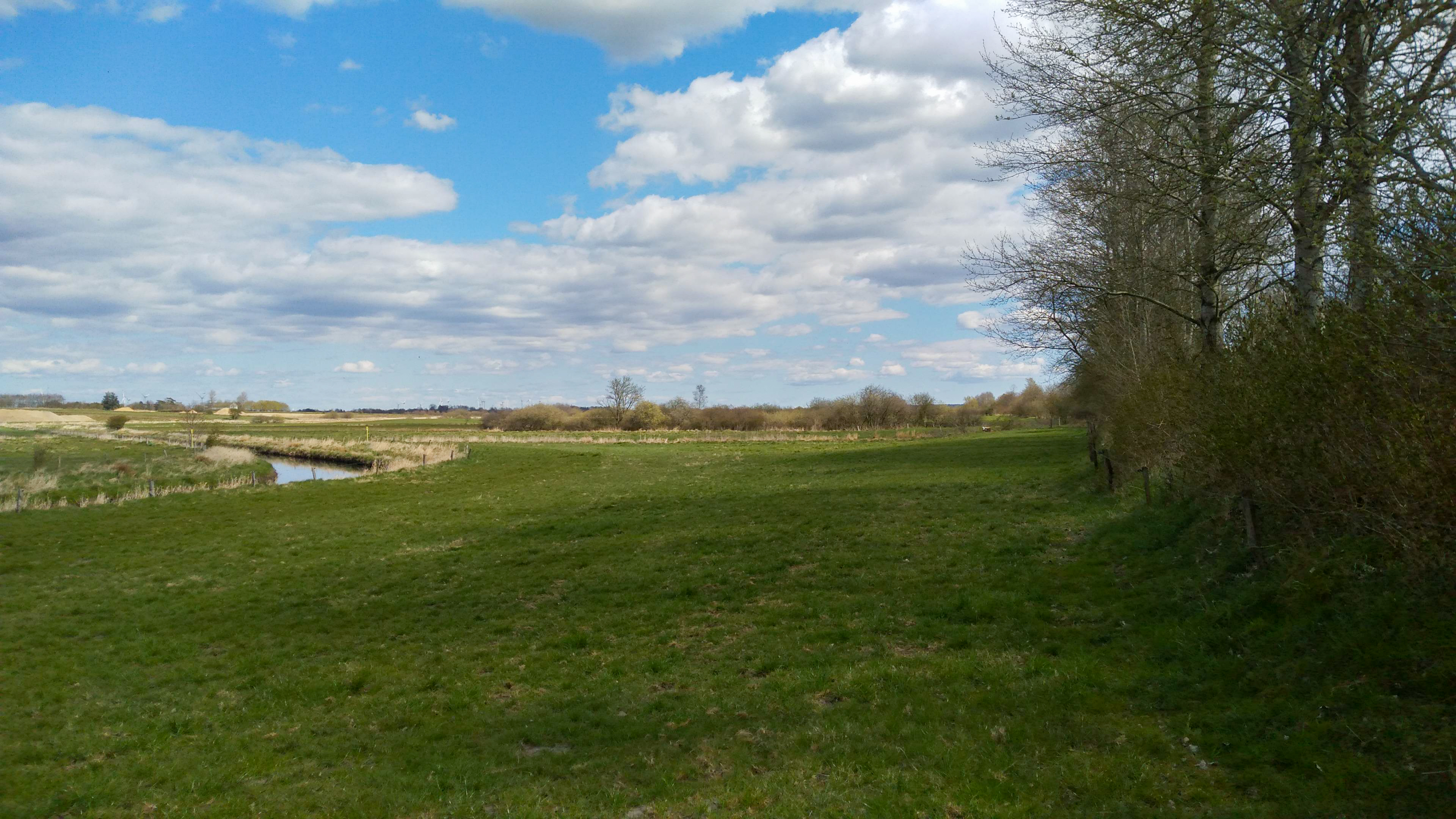
Bild 3: Arlauniederung im Südteil

Im Zentralbereich des Teilgebietes befinden sich vier Parzellen mit fünf der sieben im Gesamtgebiet vorhandenen Lebensraumtypen:
- 3150 Natürliche und naturnahe nährstoffreiche Stillgewässer mit Laichkraut oder Froschbiss-Gesellschaften
- 6230* Artenreiche Borstgrasras
- 6410 Pfeifengraswiesen
- 7140 Übergangs- und Schwingrasenmoore
- 7230 Kalkreiche Niedermoore

Die LRT-Flächen bedecken 5,7 % der Teilgebietsfläche. In den Flächen des LRT 7140 Übergangs- und Schwingrasenmoore befinden sich auch 40 % des LRT 7230 Kalkreiche Niedermoore. Da der LRT 7140 Übergangs- und Schwingrasenmoore mit 60 % überwiegt, ist nur dieser in der LRT-Karte des Managementplans verzeichnet.

## FFH-Erhaltungsziele

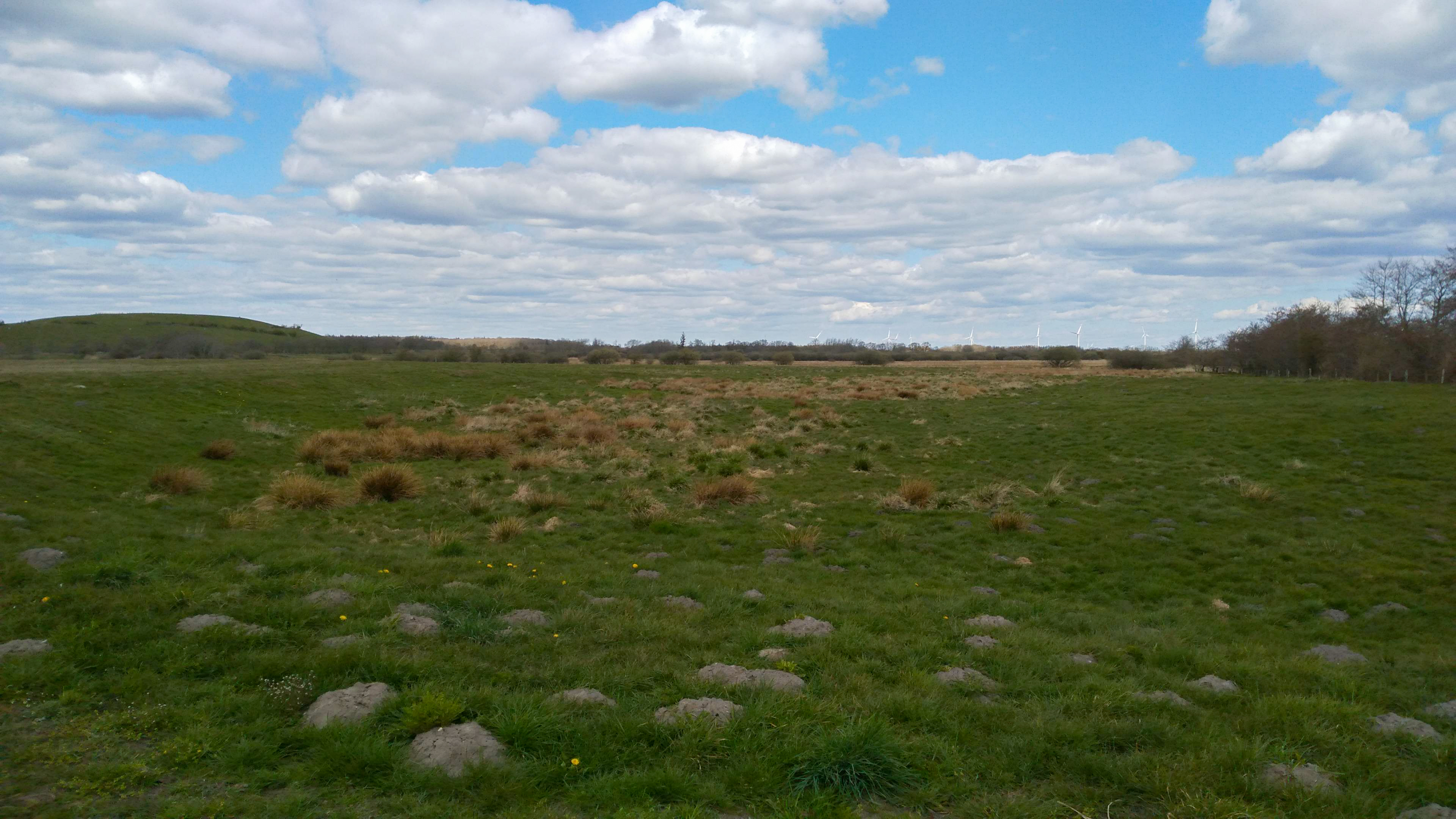
Bild 4: Südspitze des Nordteils. Grünland mit Pfeifengras

Aus den oben aufgeführten FFH-Erhaltungsgegenständen werden als FFH-Erhaltungsziele von besonderer Bedeutung die Erhaltung folgender Lebensraumtypen und Arten im FFH-Gebiet vom Ministerium für Energiewende, Landwirtschaft, Umwelt und ländliche Räume des Landes Schleswig-Holstein erklärt:
- 4010 Feuchte Heiden mit Glockenheide
- 6230* Artenreiche Borstgrasrasen
- 6410 Pfeifengraswiesen
- 7140 Übergangs- und Schwingrasenmoore
- 7230 Kalkreiche Niedermoore

Der FFH-Erhaltungsgegenstände 3150 Natürliche und naturnahe nährstoffreiche Stillgewässer mit Laichkraut oder Froschbiss-Gesellschaften und 6510 Magere Flachland-Mähwiesen gehören nicht dazu.

## FFH-Analyse und Bewertung
Das Kapitel FFH-Analyse und Bewertung in den Managementplänen beschäftigt sich unter anderem mit den aktuellen Gegebenheiten des FFH-Gebietes und den Hindernissen bei der Erhaltung und Weiterentwicklung der FFH-Lebensraumtypen. Die Ergebnisse fließen in den FFH-Maßnahmenkatalog ein.

## FFH-Maßnahmenkatalog
Der FFH-Maßnahmenkatalog in den Managementplänen führt neben den bereits durchgeführten Maßnahmen geplante Maßnahmen zur Erhaltung und Entwicklung der FFH-Lebensraumtypen im FFH-Gebiet an.

### Teilgebiet Ahrenshöft (Teilgebiet Nord)
Konkrete Empfehlungen sind in 14 Maßnahmenblättern und einer Maßnahmenkarte beschrieben. Allein 7 Maßnahmen wurden bereits vor 2016 durchgeführt. Für die Zeit danach wurden folgende Maßnahmen vorgeschlagen:
- 7 notwendige Erhaltungsmaßnahmen
- 3 weitergehende Entwicklungsmaßnahmen
- 4 Sonstige Pflege- und Entwicklungsmaßnahmen

Die Umsetzung notwendiger Erhaltungsmaßnahmen gehört zum gesetzlichen Auftrag der unteren Naturschutzbehörde des Kreises. Da dieses Teilgebiet sich ausschließlich im kommunalen Besitz befindet, ist dies leichter möglich.

### Teilgebiet südlich der Arlau (Teilgebiet Süd)
Konkrete Empfehlungen sind in 6 Maßnahmenblättern und einer Maßnahmenkarte beschrieben. Eine Maßnahme wurden bereits vor 2012 durchgeführt. Für die Zeit danach wurden folgende Maßnahmen vorgeschlagen:
- 5 notwendige Erhaltungsmaßnahmen
- 4 weitergehende Entwicklungsmaßnahmen

Bei der Vielzahl der Eigentümer ist die Durchsetzung des Verschlechterungsverbotes im Teilgebiet schwierig. Weitergehende Entwicklungsmaßnahmen sind nur auf freiwilliger Basis umsetzbar. Hauptziele sind der Verzicht auf Düngung und Umwandlung von Grünland in Ackerflächen sowie die Erhaltung des aktuellen Wasserstandes. Die Mittel zur Umsetzung sind der Vertragsnaturschutz, die Pacht oder der Ankauf von Flächen durch das Land, mit dem Ziel der extensiven Nutzung des Grünlandes.

## FFH-Erfolgskontrolle und Monitoring der Maßnahmen
Eine FFH-Erfolgskontrolle und Monitoring der Maßnahmen findet in Schleswig-Holstein alle sechs Jahre statt. Die Ergebnisse des letzten Folgemonitorings wurden am 10. Februar 2012 in einem Textbeitrag und einer Kartensammlung veröffentlicht.